# Ô̱
Ô̱ (minuscule : ô̱), appelé O accent circonflexe macron souscrit, est une lettre latine utilisée dans l’écriture du kiowa.

## Utilisation
En kiowa écrit avec l’orthographe McKenzie ou SIL, le ‹ Ô̱, ô̱ › représente le même son que la lettre O, le macron souscrit indiquant la nasalisation et l’accent circonflexe indiquant un ton tombant.

## Représentations informatiques
Le O accent circonflexe macron souscrit peut être représenté avec les caractères Unicode suivants : 
- précomposé et normalisé NFC (supplément latin-1, diacritiques) :

| formes    | représentations | chaînes de caractères | points de code | descriptions                                                             |
| --------- | --------------- | --------------------- | -------------- | ------------------------------------------------------------------------ |
| capitale  | Ô̱               | Ô◌̱                    | U+00D4 U+0331  | lettre majuscule latine o accent circonflexe diacritique macron souscrit |
| minuscule | ô̱               | ô◌̱                    | U+00F4 U+0331  | lettre minuscule latine o accent circonflexe diacritique macron souscrit |

- décomposé et normalisé NFD (latin de base, diacritiques) :

| formes    | représentations | chaînes de caractères | points de code       | descriptions                                                                         |
| --------- | --------------- | --------------------- | -------------------- | ------------------------------------------------------------------------------------ |
| capitale  | Ô̱               | O◌̱◌̂                   | U+004F U+0331 U+0302 | lettre majuscule latine o diacritique macron souscrit diacritique accent circonflexe |
| minuscule | ô̱               | o◌̱◌̂                   | U+006F U+0331 U+0302 | lettre minuscule latine o diacritique macron souscrit diacritique accent circonflexe |